# Coleophora magyarica
Coleophora magyarica é uma espécie de mariposa do gênero Coleophora pertencente à família Coleophoridae.